# ストロンゴリ
ストロンゴリ（イタリア語: Strongoli）は、イタリア共和国カラブリア州クロトーネ県にある、人口約6,500人の基礎自治体（コムーネ）。

## 地理

### 位置・広がり

#### 隣接コムーネ
隣接するコムーネは以下の通り。
- カザボーナ
- クロトーネ
- メリッサ
- ロッカ・ディ・ネート